# امبیتیاوا
امبیتیاوا (به لاتین: Embitiyawa) یک منطقهٔ مسکونی در سری‌لانکا است که در استان مرکزی (سری‌لانکا) واقع شده‌است.